# Robert von Lieben

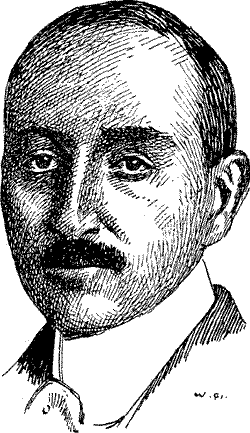
Robert von Lieben

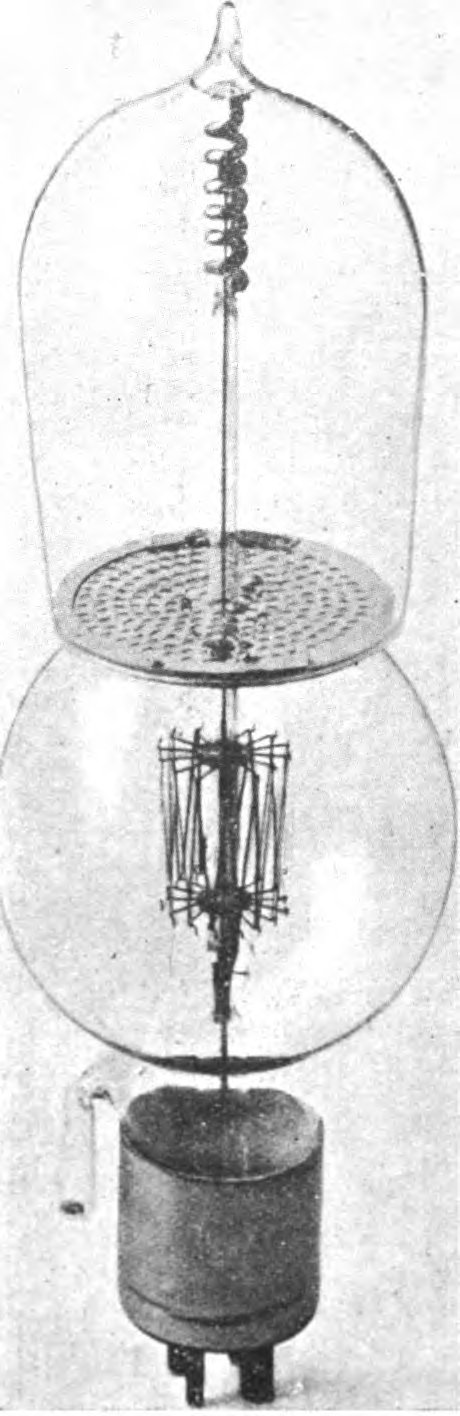
Liebenrör

Robert von Lieben, född 5 september 1878 i Wien, död 20 februari 1913 i Wien, var en österrikisk fysiker och uppfinnare. Han uppfann Liebenröret, det första elektronröret med förstärkning. Detta gjorde det möjligt att bygga upp det tyska fjärrtelefonnätet från 1912 och blev även grunden för många fortsatta uppfinningar som byggde på förstärkning av elektriska signaler.
Efter att en tid ha varit gäståhörare vid Wiens universitet studerade von Lieben i ett år hos institutet för fysikalisk kemi vid Göttingens universitet, där Walther Nernst var verksam. Han tog dock ingen examen. Åter i Wien inrättade han ett laboratorium. 1906 ansökte han om sitt första patent, ett "katodstrålerelä för strömvågor" som för första gången möjliggjorde förstärkning av en signal. Detta kom senare att kallas Liebenrör, Liebens förstärkarrör eller Lieben-Reiszrör. Samma år ansökte den amerikanske uppfinnaren Lee de Forest om patent för en liknande uppfinning vid namn "Audion-röret", senare känt som trioden.
1913 dog von Lieben vid 34 års ålder efter svår sjukdom.